# Шульце-Мармелинг, Дитрих
Ди́трих Шу́льце-Мармелинг (нем. Dietrich Schulze-Marmeling; 8 декабря 1956, Камен) — немецкий спортивный журналист, писатель, историк футбола, член Немецкой академии футбольной культуры.

## Биография
Родился и вырос в городе Камен, был болельщиком клуба «Боруссия Дортмунд». Живёт в коммуне Альтенберге, вблизи Мюнстера и работает в местном спортивном клубе ФШ «Альтенберге-09». С 1989 по 1999 годы жил в Северной Ирландии. В 2011 году был награждён премией «Лучшая футбольная книга года» за произведение «„Бавария“ и её евреи». Во время чемпионата мира по футболу в Катаре призывал бойкотировать турнир.

## Личная жизнь
Сын — Киран Шульце-Мармелинг, бывший футболист и тренер, ассистент тренера в «Пройссен II». Во время карьеры игрока выступал за «Пройссен Мюнсте» и ФШ «Альтенберге-09».

## Книги
На русском языке
- Лев Яшин. Я — легенда / под ред. Кальницкая, Тата, пер. с нем. Сафронова Е. А.. — М.: Эксмо, 2020. — 400 с. — ISBN 978-5-699-97992-9.
- Нойер: Вратарь Мира / пер. с нем. Каминская Анна Анатольевна. — М.: Эксмо, 2018. — 352 с. — ISBN 978-5-699-97993-6.